# Montanaro
Montanaro – miejscowość i gmina we Włoszech, w regionie Piemont, w prowincji Turyn.
Według danych na rok 2004 gminę zamieszkiwały 5273 osoby, 263,6 os./km².